# Portugaldagen
Portugaldagen, officiellt portugisiska: Dia de Portugal, de Camões e das Comunidades Portuguesas (Dagen för Portugal, Camões, och Portugisiska samfunden), är Portugals nationaldag, och firas 10 juni.
Dagen firas officiellt enbart i Portugal, men även portugiser bosatta i andra länder firar. Dagen firas till minne av Luís de Camões död den 10 juni 1580.